# Линдер, Питт
Питт Линдер (нем. Pitt Linder) — швейцарский музыкант и композитор, звукорежиссёр. В начале 1950-х годов вместе с братом играл на альт-саксофоне в джазовых составах, и в 1955 записал джазовую пластинку. C 1956 года вёл еженедельную музыкальную программу на национальном радио, которая выходила в эфир до 1970-х годов.

## Рок-н-ролл (1957—60)
Около 1957 года Питт Линдер заинтересовался рок-н-роллом. В то время он ещё был участником ансамбля New Teddies под управлением Эдди Брюннера (англ. Eddie Brunner). Взяв себе псевдоним Биг Питт (англ. Big Pitt) он, вместе со своей группой Rock 'n' Rollers, записал пару синглов. Первый вышел на базельской фирме Tell и включил в себя инструментальную версию песни «Heartbreak Hotel» из репертуара Элвиса Пресли, и инструментальную композицию собственного сочинения «Minor Rock». Второй диск-миньон вышел на крупнейшем швейцарском независимом лейбле Ex Libris из Цюриха, и включил в себя 6 записей. В их числе «Rock 'n' Roll Time» — инструментальный рок-н-ролл с чистым, сочным звуком.

## Бит-музыка (1961—63)
В 1961 году Питт Линдер и его группа под именем Big Pitt and The Tornados записали пластинку в жанре бит-музыки. На пластинке 4 композиции, в их числе популярный хит 1960 года «Tell Laura I Love Her»..
Заинтересовавшись бит-музыкой, Питт Линдер стал помогать совершенствовать усилители, динамики и прочую электроаппаратуру большинству базельских бит-групп. Группы, таким образом, получали возможность играть на бо́льших концертных площадках. В ресторане «Ландгастхоф Рейхен» (нем. Landgasthof Riehen), где имелась концертная сцена, Питт Линдер оборудовал свою звукозаписывающую студию. Группы играли на сцене и записывались в живую. Так, к примеру, вместе с продюсером люцернского лейбла Layola Джорджио Мородером, они записали целый альбом группы Sevens чуть больше, чем за день.
Кроме Sevens, Питт Линдер записывал там такие швейцарские бит-группы, как Red Devils, Sheapes и Dynamites. Питт Линдер обеспечивал аппаратную поддержку первого швейцарского концерта группы Rolling Stones, который состоялся в 1967 году в Цюрихе.

## Другие проекты
Всемирная выставка Экспо-64 проходившая в Лозанне в 1964 году, также не обошлась без помощи Питта Линдера. В кинотеатре «Циркорама», где демонстрировали кинокартины на панорамном экране окружающем весь зрительный зал, объёмный звук обеспечивала группа швейцарских специалистов «Choreophonic Sound», в которую входил композитор Бернард Шуле, дирижёр Седрик Дюмон и Питт Линдер в качестве звукорежиссёра.
Питт Линдер участвовал в сессиях других исполнителей в качестве приглашенного музыканта. На сингле «Some Sweet Music» оркестра под управлением Седрика Дюмона, вышедшем на лейбле Mercury, он указан как солист на саксофоне..

## Настоящее время
Питт Линдер имеет собственную студию в американском городе Нью-Джерси, где записывает в основном классическую музыку.

## Дискография

### Миньоны
- Big Pitt and His Rock 'n' Rollers

Heartbreak Hotel / Minor Rock
Tell
- Big Pitt and His Rock 'n' Rollers

Rock and Roll
When the Saints Go Rockin' In / Mack the Knife / Rock 'n' Roll Time / The Faithful Hussar / Bar-Rock / Rock Around the Clock
Grammoclub Ex Libris GC 442 (1957)
- Big Pitt and His Rock 'n' Rollers

Hit Parade
When the Saints Go Rockin' In / Mackie Messer/ Rock 'n' Roll Time / Treue Husar /
Austroton EP 6001 (1957)
- Big Pitt and His Rock 'n' Rollers

Mack the Knife / The Faithful Hussar
Vogue VEP 29
- Big Pitt and His Rhythm Rockets

Das ist Prima / Das hab ich in Paris gelernt / Young People / Donna
Grammoclub Ex Libris GC 4429
- Big Pitt and His Rhythm Rockets

Ob 15, Ob 16, Ob 17 Jahre Alt / Die Boys und Girls Von Heute / Dein Kleiner Bruder / Butterfly Doll
Grammoclub Ex Libris GC 4430
- Big Pitt and His Rhythm Rockets

Calypso
Lazzarella / High Society / Guaglione / Choco - Choco - Chocolata
Grammoclub Ex Libris GC 4509
- Big Pitt and His Rhythm Rockets

Happy Days
St. Louis Blues / Green Door / Singin' the Blues / Green Grass / Happy Days Are Here Again / Pitt’s Blues
Grammoclub Ex Libris GC 477
- Big Pitt and His Rhythm Rockets

Singin' the Blues
St. Louis Blues / Singin’ the Blues / Pitt’s Blues / Happy Days Are Here Again
Grammoclub Ex Libris GC 4560
- Big Pitt and The Tornados

The Beatnik Fly / Teenage Girl / Down Yonder / Tell Laura I Love Her
Grammoclub Ex Libris GC 4591 (1961)

### Сборники
- 10"LP Wir Tanzen mit Big Pitt und dem Eric Hauser Sextett

Grammoclub Ex Libris GC 736 (1960)
- 10"LP Telefon aus Paris

Hazy Osterwald Sextett, Big Pitt and His Rhythm Rockets (Young People / Donna), Fred Miller Quartett, Fred Bunge Sextett, Patsy und Die Melodiker, Wolfgang Rosen und Teds Cha Cha Orchester, Udine Von Medway, Hifi Dixieland Kings, Billy Metternich und Benny Greif, The Sunny Boys.
Grammoclub Ex Libris GC 715 (1960)